# Ligne de Gênes à Milan
La ligne de Gênes à Milan est une ligne ferroviaire italienne à écartement normal reliant les villes de Gênes et Milan.

## Caractéristiques
L'axe ferroviaire Milan – Gênes est une relation assurée par les Ferrovie dello Stato en Italie qui utilise les lignes ferroviaires suivantes :
- Ligne de Milan à Voghera
- Ligne d'Alessandria à Piacenza (section Voghera - Tortona)
- Ligne succursale dei Giovi de Tortona à Gênes